# Masashi Shimamura
Masashi Shimamura (島村 征志 Shimamura Masashi?), född 3 juni 1971 i Kumamoto prefektur, är en japansk tidigare fotbollsspelare.
Shimamura började sin karriär i Nagoya Grampus Eight. Med Nagoya Grampus Eight vann han japanska cupen 1995. Han avslutade karriären 1995.